# Blood on the Dance Floor (sång)
Blood on the Dance Floor var en hit av amerikanska sångaren Michael Jackson från albumet Blood on the Dancefloor. Enligt häftet i Blood on the Dance Floor så dedikerades låten till Michaels vän Elton John.
Låten spelades egentligen in för albumet Dangerous 1991 men kom inte med där, senare så var det tänkt att låten skulle vara med på HIStory albumen men den kom inte med där heller. Låten blev istället titellåt på det nya remixalbumet från 1997. Låten, precis som resten av låtarna från samma album, var anpassad för europeiska diskotek och klarade sig mycket bättre på de europeiska listorna.
Sony USA gjorde heller ingen vidare reklam för låten eller albumet, trots detta klättrade låten även på de amerikanska danslistorna där den t.o.m. kom till 10-i-topp.
Vad låten handlar om har blivit mycket omstritt, men en teori är att det handlar om en kvinna vid namn "Susie" som blev gravid med någon, men mannen struntade då i henne och i barnet och nu är hon ute efter att döda personen i fråga. En annan teori är att låten handlar om AIDS och könssjukdomar.

## Låtlista

### Storbritannien
1. Blood on the Dance Floor 4:13
2. Blood on the Dance Floor (TM's Switchblade Mix) 8:38
3. Blood on the Dance Floor (Refugee Camp Mix) 5:26
4. Blood on the Dance Floor (Fire Island Vocal Mix) 8:55
5. Blood on the Dance Floor (Fire Island Dub) 8:55

### Storbritannien Limiterad Version
1. Blood on the Dance Floor 4:13
2. Blood on the Dance Floor (TM's Switchblade Edit) 3:21
3. Blood on the Dance Floor (Fire Island Radio Edit) 3:50
4. Dangerous (Roger's Dangerous Club Mix) 6:54

### USA
1. Blood on the Dance Floor 4:13
2. Blood on the Dance Floor (TM's Switchblade Edit - long) 4:10
3. Blood on the Dance Floor (Refugee Camp Edit) 3:20
4. Blood on the Dance Floor (Fire Island Radio Edit) 3:50
5. Blood on the Dance Floor (TM's Switchblade Mix - long) 10:00
6. Dangerous (Roger's Dangerous Club Mix) 6:54

## Musikvideon
I musikvideon syns Jackson dansande med kvinnor i en klubb, två versioner finns, en kort för albumversionen och en lång för en remixversion.

## Liveframträdanden
- Låten framfördes under vissa konserter i slutet av HIStory World Tour 1997.